# 帕尼夫齊 (卡緬涅茨-波多利斯基區)
48°37′12″N 26°36′43″E / 48.62000°N 26.61194°E
帕尼夫齊（烏克蘭語：Панівці），是烏克蘭的村落，位於該國西部赫梅利尼茨基州，由卡緬涅茨-波多利斯基區負責管轄，始建於1048年，面積3.05平方公里，2001年人口1,048。